# Kellenhusen
Kellenhusen (Ostsee) är en kommun (Gemeinde) och ort i Kreis Ostholstein i tyska förbundslandet Schleswig-Holstein. Närmaste större samhälle är Neustadt in Holstein, cirka 18 kilometer nordost om Kellenhusen.  Det finns cirka 1 300 bofasta personer men årligen kommer cirka 38 000 badgäster till Kellenhusen.
Kellenhusen var ursprungligen en liten fiskeby men är numera en känt Östersjöbadort vid västra sidan av Lübeckbukten.  Orten lever övervägande av turism. En cirka två kilometer lång och 50 meter bred sandstrand lockar till bad och promenad.
Redan 1891 öppnade det första pensionatet och 1903 det första hotellet. 1910 registrerades 4 000 gästövernattingar och 1964 fick Kellenhusen officiell status som ”Ostseeheilbad”.  Året innan invigdes en 113 meter lång sjöbrygga som år 2007 ersattes av en ny 305 meter lång sjöbrygga.